# Opération Werwolf I
Pour les articles homonymes, voir Opération Werwolf.
L'opération Werwolf I est une opération de lutte contre les partisans polonais établis dans le district de Zamość. Cette opération se déroule en juin 1943 dans le cadre de l'Action Zamość, projet expérimental de colonisation germanique initié par Odilo Globocnik dans le district de Lublin. Cette opération de contre-guérilla est menée sur ordre de son supérieur, Heinrich Himmler. Cette opération constitue le premier volet d'une opération de plus vaste ampleur, l'opération Werwolf. 

## Préparation

### Contexte
Depuis le début de l'année 1943, les actions des résistants dans toute l'Europe occupée obligent les responsables allemands à mener une politique centralisée de lutte contre la résistance à l'échelle du continent. Dans ce cadre, Erich von dem Bach, proche de Himmler, est nommé responsable de cette politique de répression.
L'opération est planifiée et préparée alors que la résistance polonaise dans le district de Zamość, de plus en plus organisée, démontre une efficacité renforcée; en effet, durant les mois de mars et d'avril 1943, les Allemands recensent près de 2 000 actions violentes dirigées contre eux ; la multiplication de ces actions poussant les responsables allemands des projets coloniaux à céder à la panique, tandis qu'Odilo Globocnik multiplie les démonstrations de force contre la population polonaise.  

### Planification
La planification militaire allemande définit la commune d'Alexandrow, au centre de la zone soustraite à l'autorité de l'occupant, comme objectif à cette opération. 
Cette opération est conçue afin de vider de sa population polonaise les territoires situés au Sud du cercle de Zamość pour la remplacer par des Ukrainiens, en nombre significatif dans la région.
Axée sur la reconquête des territoires soustraits à l'autorité de l'occupant, l'opération vise avant tout à permettre la mise en place de villages armés, points d'appui pour la sécurisation du territoire.

## Opérations

### Unités engagées
Pour cette action, Globocnik déploie des effectifs importants. En effet, la SS aligne une force de 10 000 hommes, membres des forces de police et de gendarmerie du district de Lublin, renforcés par six bataillon de police motorisée et deux bataillons de la division SS Galizien.

### Opérations
La zone destinée à être sécurisée est d'abord attaquée par l'artillerie et l'aviation. Cette préparation effectuée, les unités progressent bruyamment en direction de l'objectif désigné, chassant, terrorisant, capturant systématiquement les civils rencontrés et, parfois, les exécutant sommairement.

## Issue

### Échec militaire
L'opération, en dépit de ses indéniables résultats tactiques, se révèle un échec stratégique. En effet, dès la fin du mois de juillet 1943, un mois après la fin de la seconde action de lutte contre les partisans du district, une opération est lancée contre les installations allemandes à Bukowina.

### Bilan humain
Au cours de cette opération, 32 000 personnes sont évacuées du district et connaissent des sorts divers : une bonne partie des civils polonais évacués sont envoyées dans le Reich pour y travailler, souvent employée dans les fermes allemandes, 87 sont promis à un processus de regermanisation, et 3 000 personnes, inaptes au travail, sont déportées à Auschwitz. 
Ces personnes, capturées, sont pour la plupart internées au camp d'accueil de Zamość, pour y subir une sélection raciale approfondie. Parmi les 36 389 personnes retenues dans les camps de transit, les experts raciaux de la SS recensent 264 personnes immédiatement germanisables, 29 214 déclarés aptes au travail obligatoire, soit dans en Pologne, soit dans le Reich, 24 « Tsiganes » promis à l'extermination et 4 454 enfants, promis soit à l'internat, soit à l'extermination à Majdanek ; parmi ces enfants, la moitié, restituée aux autorités polonaises, ont subi des mauvais traitements ou ont servi de cobayes pour des expériences scientifiques. 
De plus, le 25 juillet 1943, des enfants envoyés à Majdanek sont exterminés, tandis que leurs mères sont envoyées en camp de travail; environ 6 000 enfants de 5 à 14 ans, estimés racialement aptes, sont séparés du groupe, envoyés dans le Reich afin d'être soumis à de nouveaux tests puis confiés à des foyers ou des familles d'accueil, pour être adoptés.
À la fin de la guerre, seuls certains, parmi les plus âgés, rentrent en Pologne, la plupart sont restés en Allemagne, ignorants de leur véritable origine.

### Conséquences politiques
Cette action massive de représailles n'est connue des services du gouverneur général Hans Frank que le 8 juillet. Sitôt la nouvelle connue, celui-ci proteste par écrit auprès de Hitler, mais en vain. 
De plus, cette opération de grande ampleur remet durablement en cause les projets coloniaux, les fermes destinés aux colons Volksdeutsche étant abandonnés, tandis que les environs sont rendus peu sûrs.